# 毛利元春
毛利 元春（もうり もとはる）は、南北朝時代から室町時代の安芸国の国人。安芸国吉田荘地頭職。

## 生涯
曽祖父・時親の代官として足利尊氏に一貫して従った。その忠勤により、13歳で元服した際には、足利家執事高師直の兄弟・師泰から一字拝領し「師親（）」と名乗った（正平6年/観応2年（1351年）に師泰が没落して以後は元春と改名）。
祖父の貞親、父の親衡は南朝に従って越後国南条荘にて活躍し、一族で対立することとなる。後見役の時親はそうした争乱の最中の南朝：興国2年/北朝：暦応4年（1341年）に没し、安芸国吉田荘の支配は元春が引き継ぐことになった。
元春は19歳で家督を相続し「郡山殿」と呼ばれるようになった。南朝方の一族を敵に回して勝ち残った元春は、九州探題・今川了俊に従って、九州へ下向して北朝方として戦いを繰り広げることとなる。一方、敵対関係にあった父・親衡が、九州の南朝方勢力、周防国の大内弘世などと結んで、九州出陣中の元春の領地へ侵攻した。
南朝：元中2年/北朝：至徳2年（1385年）に嫡子・広房が安芸国西条にて討死するに及び、孫の光房に跡を継がせ、その成長まで後見することとなる。
元春の代前後から庶子家が派生し、兄弟の坂氏・有富氏、庶子の麻原氏・中馬氏・福原氏などが生まれている。また坂氏から、さらに桂氏・光永氏・志道氏などの庶流家が生まれ、内訌と協力を繰り返しながら、後に戦国大名としての毛利氏を支える一門家臣となっていく。